# Кровлі (Колорадо)
Кровлі (англ. Crowley) — місто (англ. town) в США, в окрузі Кроулі штату Колорадо. Населення — 166 осіб (2020).

## Географія
Кровлі розташоване за координатами 38°11′37″ пн. ш. 103°51′35″ зх. д. / 38.19361° пн. ш. 103.85972° зх. д. (38.193506, -103.859744).  За даними Бюро перепису населення США в 2010 році місто мало площу 0,58 км², уся площа — суходіл.

## Демографія
Згідно з переписом 2010 року, у місті мешкало 176 осіб у 79 домогосподарствах у складі 50 родин. Густота населення становила 301 особа/км².  Було 88 помешкань (151/км²).
Расовий склад населення:
| - 88,6 % — білих - 1,7 % — корінних американців - 0,6 % — азіатів - 7,4 % — осіб інших рас |

До двох чи більше рас належало 1,7 %. Частка іспаномовних становила 54,0 % від усіх жителів.
За віковим діапазоном населення розподілялося таким чином: 21,0 % — особи молодші 18 років, 56,3 % — особи у віці 18—64 років, 22,7 % — особи у віці 65 років та старші. Медіана віку мешканця становила 48,0 року. На 100 осіб жіночої статі у місті припадало 87,2 чоловіків;  на 100 жінок у віці від 18 років та старших — 87,8 чоловіків також старших 18 років.
Середній дохід на одне домашнє господарство  становив 30 344 долари США (медіана — 27 344), а середній дохід на одну сім'ю — 35 072 долари (медіана — 30 000). За межею бідності перебувало 20,2 % осіб, у тому числі 25,0 % дітей у віці до 18 років та 6,1 % осіб у віці 65 років та старших.
Цивільне працевлаштоване населення становило 88 осіб. Основні галузі зайнятості: публічна адміністрація — 29,5 %, освіта, охорона здоров'я та соціальна допомога — 27,3 %, транспорт — 13,6 %, будівництво — 12,5 %.